# Giovanni Battista Quarantotti
Giovanni Battista Quarantotti (Roma, 27 settembre 1733 – Roma, 15 settembre 1820) è stato un cardinale italiano.

## Biografia
Nacque a Roma il 27 settembre 1733.
Papa Pio VII lo elevò al rango di cardinale nel concistoro del 22 luglio 1816.
Morì il 15 settembre 1820 all'età di 86 anni.